# Earl av Salisbury

Heraldiskt vapen för John Montacute, 3:e earl av Salisbury (inom andra kreeringen).

Heraldiskt vapen för ätten Cecil vars huvudman är markis av Salisbury.

Earl och markis av Salisbury är engelska adelstitlar. Titeln earl av Salisbury (engelska: Earl of Salisbury) bars under
medeltiden av bland andra konung Henrik II:s oäkta son (med Rosamond Clifford) William de Longespée (död 1226) och flera medlemmar av släkterna Montagu och Neville. 
Edvard IV:s broder George Plantagenet, som var svärson till Richard Neville, 6:e earl av Salisbury, bar titeln earl av Salisbury 1472–78 likaså Rikard III:s son Edvard av Middleham (vars morfar var Richard Neville, 6:e earl av Salisbury) 1478–84. 
Titeln gavs 1605 åt Robert Cecil och innehades sedermera av huvudmannen i dennes ätt; den 7:e earlen upphöjdes 1789 till markis av Salisbury (engelska: Marquese of Salisbury). Den nuvarande bäraren av denna titel är Robert Gascoyne-Cecil, 7:e markis av Salisbury. 